# Saison 2020-2021 des Flames de Calgary
Autres saisons
Saison précédente Saison suivante
La saison 2020-2021 des Flames de Calgary est la 41e saison de hockey sur glace jouée par la franchise dans la Ligue nationale de hockey. Cette saison est particulière, à cause de la pandémie de la Covid-19, débute en janvier et se dispute sur un calendrier condensé de 56 matchs.

## Avant-saison

### Contexte
Les Flames sont parvenus à participer aux deux dernières Séries éliminatoires, mais pas à passer un tour. Ils comptent sur un effectif stable et expérimenté, durant l'intersaison, ils ont procédé à quelques changements, notamment en allant chercher un gardien talentueux en Jacob Markström. Les attentes sont élevées envers le capitaine Mark Giordano et ses équipiers et tout échec pourrait amener de grand changement dans le contingent.

### Mouvements d’effectifs

#### Transactions
| Date          | Acquisition des Flames                                          | Partenaire d'échange   | Acquisition du partenaire                                       |
| ------------- | --------------------------------------------------------------- | ---------------------- | --------------------------------------------------------------- |
| 11 avril 2021 | Choix de troisième tour au repêchage de 2022                    | Maple Leafs de Toronto | David Rittich                                                   |
| 12 avril 2021 | Emil Heineman et un choix de deuxième tour au repêchage de 2022 | Panthers de la Floride | Samuel Bennett et un choix de sixième tour au repêchage de 2022 |

#### Signatures d'agent libre
| Joueur             | Date             | Ancienne franchise           | Durée du contrat |
| ------------------ | ---------------- | ---------------------------- | ---------------- |
| Jacob Markström    | 9 octobre 2020   | Canucks de Vancouver         | 6 ans            |
| Alexander Petrovic | 9 octobre 2020   | Bruins de Boston             | 1 an             |
| Christopher Tanev  | 9 octobre 2020   | Canucks de Vancouver         | 4 ans            |
| Louis Domingue     | 10 octobre 2020  | Canucks de Vancouver         | 1 an             |
| Joakim Nordström   | 19 octobre 2020  | Bruins de Boston             | 1 an             |
| Dominik Simon      | 22 octobre 2020  | Penguins de Pittsburgh       | 1 an             |
| Joshua Leivo       | 24 octobre 2020  | Canucks de Vancouver         | 1 an             |
| Nikita Nesterov    | 23 octobre 2020  | HK CSKA Moscou               | 1 an             |
| Connor Zary        | 31 décembre 2020 | Blazers de Kamloops          | 3 ans            |
| Brett Ritchie      | 17 janvier 2021  | Bruins de Boston             | 1 an             |
| Ian Kouznetsov     | 30 mars 2021     | Huskies du Connecticut       | 3 ans            |
| Walker Duehr       | 11 avril 2021    | Mavericks de Minnesota State | 3 ans            |
| Ilia Salauïou      | 6 avril 2021     | HK Dinamo Minsk              | 3 ans            |

#### Départs d'agent libre
| Joueur              | Date            | Franchise suivante     |
| ------------------- | --------------- | ---------------------- |
| Tobias Rieder       | 9 octobre 2020  | Sabres de Buffalo      |
| Alan Quine          | 9 octobre 2020  | Oilers d'Edmonton      |
| Ryan Lomberg        | 9 octobre 2020  | Panthers de la Floride |
| Cameron Talbot      | 9 octobre 2020  | Wild du Minnesota      |
| Mark Jankowski      | 9 octobre 2020  | Penguins de Pittsburgh |
| Jonathan Gillies    | 9 octobre 2020  | Blues de Saint-Louis   |
| Thomas James Brodie | 9 octobre 2020  | Maple Leafs de Toronto |
| Derek Forbort       | 11 octobre 2020 | Jets de Winnipeg       |
| Austin Czarnik      | 12 octobre 2020 | Islanders de New York  |
| Erik Gustafsson     | 12 octobre 2020 | Flyers de Philadelphie |
| Travis Hamonic      | 12 janvier 2021 | Canucks de Vancouver   |
| Joakim Nordström    | 4 juin 2021     | HK CSKA Moscou         |
| Nikita Nesterov     | 20 juillet 2021 | HK CSKA Moscou         |

#### Prolongations de contrat
| Joueur            | Date             | Durée du contrat |
| ----------------- | ---------------- | ---------------- |
| Buddy Robinson    | 9 octobre 2020   | 1 an             |
| Zac Rinaldo       | 9 octobre 2020   | 1 an             |
| Byron Froese      | 9 octobre 2020   | 2 an             |
| Glenn Gawdin      | 15 octobre 2020  | 1 an             |
| Tyler Parsons     | 15 octobre 2020  | 1 an             |
| Andrew Mangiapane | 16 octobre 2020  | 2 ans            |
| Oliver Kylington  | 18 décembre 2020 | 1 an             |
| Michael Stone     | 18 janvier 2021  | 1 an             |
| Brett Ritchie     | 15 juillet 2021  | 1 an             |

### Joueurs repêchés
Les Flames possèdent le 24e droit lors du repêchage de 2020 se déroulant virtuellement. Ils sélectionnent au premier tour Connor Zary, centre des Blazers de Kamloops de la  LHOu. La liste des joueurs repêchés en 2020 par les est la suivante :
| Tour | Choix | Nom                | Poste        | Nationalité | Équipe précédente                      |
| ---- | ----- | ------------------ | ------------ | ----------- | -------------------------------------- |
| 1    | 24    | Connor Zary        | Centre       | Canada      | Blazers de Kamloops (LHOu)             |
| 2    | 50    | Ian Kouznetsov     | Défenseur    | Russie      | Huskies du Connecticut (NCAA)          |
| 3    | 72    | Jeremie Poirier    | Défenseur    | Canada      | Sea Dogs de Saint-Jean (LHJMQ)         |
| 3    | 80    | Jake Boltmann      | Défenseur    | États-Unis  | Edina HS (Minnesota High School)       |
| 4    | 96    | Daniil Tchetchelev | Gardien      | Russie      | Rousskie Vitiazi (MHL)                 |
| 5    | 143   | Ryan Francis       | Ailier droit | Canada      | Eagles du Cap-Breton (LHJMQ)           |
| 6    | 174   | Rory Kerins        | Centre       | Canada      | Greyhounds de Sault-Sainte-Marie (LHO) |
| 7    | 205   | Ilia Salauïou      | Défenseur    | Biélorussie | HK Dinamo Minsk (KHL)                  |

1. ↑  Choix acquis le 6 octobre 2020 en compagnie d'un choix de troisième tour en 2020 (80e au total), lors d’un échange avec les Capitals. Les Flames cèdent en retour un choix de premier tour en 2020 (22e au total)[37]
2. ↑  Choix acquis le 6 octobre 2020 en compagnie d'un choix de premier tour en 2020 (22e au total), lors d’un échange avec les Rangers. Les Flames cèdent un choix de premier tour en 2020 (19e au total)[37]
3. ↑  Choix acquis le 6 octobre 2020 en compagnie d'un choix de premier tour en 2020 (24e au total), lors d’un échange avec les Capitals. Calgary cède en retour un choix de premier tour en 2020 (22e au total)[37]
4. ↑  Choix acquis le 2 janvier 2020 lors d’un échange avec les Sabres. Calgary cède Michael Frolík[38]

Les Flames ont également cédé trois de leurs sept choix d'origine :
- le 19e, un choix de premier tour acquis par les Rangers de New York le 6 octobre 2020 contre un choix de premier tour et un choix de troisième tour en 2020 (22e et 72e au total[37].
- le 81e, un choix de troisième acquis par les Blackhawks de Chicago le 24 février 2020 en retour d'Erik Gustafsson[39].
- le 112e, un choix de quatrième tour acquis par les Kings de Los Angeles le 25 février 2019 contre Oscar Fantenberg[40].

## Composition de l'équipe
L'équipe 2020-2021 des  Flames est entraînée par Geoff Ward jusqu’au 4 mars 2021, il est ensuite remplacé par Darryl Sutter. Ils sont assistés de Ray Edwards, Martin Gélinas, Ryan Huska et Jason LaBarbera ; le directeur général de la franchise est Brad Treliving.
Les joueurs utilisés depuis le début de la saison sont inscrits dans le tableau ci-dessous. Les buts des séances de tir de fusillade ne sont pas comptés dans ces statistiques. Certains des joueurs ont également joué des matchs avec l'équipe associée aux : le Heat de Stockton, franchise de la Ligue américaine de hockey.
En raison de la pandémie, la ligue met en place un encadrement élargis appelé Taxi-squad. Il s'agit de joueurs se tenant à disposition avec l'équipe prêt à remplacer un joueur qui serait tester positif à la COVID-19. Quatre parmi eux n'ont disputé aucune rencontre avec les Flames, il s'agit d'Aleksandr Ielessine, de Justin Kirkland, d’Alexander Petrovic et de Colton Poolman.
| No | Nationalité        | Joueur              | PJ | V  | D  | DP | Min   | BC  | BL | Moy  | %Arr | A | Pun | Commentaire                                      |
| -- | ------------------ | ------------------- | -- | -- | -- | -- | ----- | --- | -- | ---- | ---- | - | --- | ------------------------------------------------ |
| 25 | Suède              | Jacob Markström     | 43 | 22 | 19 | 12 | 2 488 | 111 | 3  | 2,68 | 90,4 | 0 | 2   |                                                  |
| 33 | République tchèque | David Rittich       | 15 | 4  | 7  | 1  | 745   | 36  | 1  | 2,90 | 90,4 | 0 | 0   | A fini la saison avec les Maple Leafs de Toronto |
| 50 | Russie             | Artiom Zaguidouline | 1  | 0  | 0  | 0  | 28    | 2   | 0  | 4,25 | 81,8 | 0 | 0   |                                                  |
| 70 | Canada             | Louis Domingue      | 1  | 0  | 1  | 0  | 58    | 3   | 0  | 3,12 | 87,0 | 0 | 0   |                                                  |

| No | Nationalité | Joueur            | PJ | B | A  | Pts | Pun | Commentaire           |
| -- | ----------- | ----------------- | -- | - | -- | --- | --- | --------------------- |
| 3  | États-Unis  | Connor Mackey     | 6  | 1 | 2  | 3   | 20  |                       |
| 4  | Suède       | Rasmus Andersson  | 56 | 5 | 16 | 21  | 34  |                       |
| 5  | Canada      | Mark Giordano     | 56 | 9 | 17 | 26  | 14  | capitaine de l'équipe |
| 6  | Finlande    | Juuso Välimäki    | 49 | 2 | 9  | 11  | 26  |                       |
| 8  | Canada      | Christopher Tanev | 56 | 2 | 10 | 12  | 6   |                       |
| 26 | Canada      | Michael Stone     | 21 | 2 | 2  | 4   | 6   |                       |
| 55 | États-Unis  | Noah Hanifin      | 47 | 4 | 11 | 15  | 18  |                       |
| 58 | Suède       | Oliver Kylington  | 8  | 0 | 1  | 1   | 0   |                       |
| 89 | Russie      | Nikita Nesterov   | 38 | 0 | 4  | 4   | 20  |                       |

| No | Nationalité        | Joueur            | Poste | PJ | B  | A  | Pts | Pun | Commentaire                                      |
| -- | ------------------ | ----------------- | ----- | -- | -- | -- | --- | --- | ------------------------------------------------ |
| 10 | États-Unis         | Derek Ryan        | C     | 43 | 2  | 11 | 13  | 16  |                                                  |
| 11 | Suède              | Mikael Backlund   | C     | 54 | 9  | 23 | 32  | 30  | assistant capitaine                              |
| 13 | États-Unis         | Johnny Gaudreau   | AG    | 56 | 19 | 30 | 49  | 6   |                                                  |
| 17 | Canada             | Milan Lucic       | AG    | 56 | 10 | 13 | 23  | 46  |                                                  |
| 19 | États-Unis         | Matthew Tkachuk   | AG    | 56 | 16 | 27 | 43  | 55  | assistant capitaine                              |
| 20 | Suède              | Joakim Nordström  | C     | 44 | 1  | 6  | 7   | 6   |                                                  |
| 23 | Canada             | Sean Monahan      | C     | 50 | 10 | 18 | 28  | 10  | assistant capitaine                              |
| 24 | Canada             | Brett Ritchie     | AD    | 32 | 4  | 4  | 8   | 24  |                                                  |
| 27 | Canada             | Joshua Leivo      | AG    | 38 | 6  | 3  | 9   | 10  |                                                  |
| 28 | Suède              | Elias Lindholm    | C     | 56 | 19 | 28 | 47  | 22  |                                                  |
| 29 | Canada             | Dillon Dubé       | C     | 51 | 11 | 11 | 22  | 20  |                                                  |
| 36 | Canada             | Zac Rinaldo       | C     | 4  | 0  | 0  | 0   | 5   |                                                  |
| 38 | Canada             | Byron Froese      | C     | 6  | 1  | 0  | 1   | 2   |                                                  |
| 41 | Canada             | Matthew Phillips  | C     | 1  | 0  | 0  | 0   | 0   |                                                  |
| 42 | Canada             | Glenn Gawdin      | C     | 7  | 0  | 1  | 1   | 0   |                                                  |
| 53 | États-Unis         | Buddy Robinson    | AD    | 9  | 0  | 0  | 0   | 0   |                                                  |
| 63 | Russie             | Adam Růžička      | C     | 3  | 0  | 1  | 1   | 4   |                                                  |
| 81 | République tchèque | Dominik Simon     | C     | 11 | 0  | 0  | 0   | 0   |                                                  |
| 88 | Canada             | Andrew Mangiapane | AG    | 56 | 18 | 14 | 32  | 24  |                                                  |
| 93 | Canada             | Samuel Bennett    | C     | 38 | 4  | 8  | 12  | 19  | A fini la saison avec les Panthers de la Floride |

## Saison régulière

### Match après match
Cette section présente les résultats de la saison régulière qui s'est déroulée du 13 janvier au 12 mai. Le calendrier de cette dernière est annoncé par la ligue le 23 décembre 2020.
Nota : les résultats sont indiqués dans la boîte déroulante ci-dessous afin de ne pas surcharger l'affichage de la page. La colonne « Fiche » indique à chaque match le parcours de l'équipe au niveau des victoires, défaites et défaites en prolongation ou lors de la séance de tir de fusillade (dans l'ordre). La colonne « Pts » indique les points récoltés par l'équipe au cours de la saison. Une victoire rapporte deux points et une défaite en prolongation, un seul.
| No | Date        | Adversaire  | Lieu      | Score    | Buteur(s) des Flames | Fiche   | Pts                   | Gardien de but | Patinoire             | Résumé     |
| -- | ----------- | ----------- | --------- | -------- | --- | ------- | --------------------- | -------------- | --------------------- | ---------- |
| 1  | 14 janvier  | Jets        | Winnipeg  | 3–4 (P)  | Tkachuk (Andersson – Giordano) Gaudreau (Lindholm – Monahan) Lindholm (Dubé – Tanev)                                                                                    | 0–0–1   | 1                     | Markström      | Bell MTS Place        | [ fdm 1 ]  |
| 2  | 16 janvier  | Canucks     | Calgary   | 0–3      | Monahan (Tkachuk – Lindholm) Dubé (Mangiapane – Backlund) Tkachuk (Gaudreau – Andersson)                                                                                | 1–0–1   | 3                     | Markström      | Scotiabank Saddledome | [ fdm 2 ]  |
| 3  | 18 janvier  | Canucks     | Calgary   | 2–5      | Gaudreau (Monahahn) Backlund (Lucic – Leivo) Lindholm (Gaudreau) Giordano Andersson (Monahan)                                                                           | 2–0–1   | 5                     | Markström      | Scotiabank Saddledome | [ fdm 3 ]  |
| 4  | 24 janvier  | Maple Leafs | Calgary   | 3–2      | Monahan (Hanifin – Gaudreau) Tkachuk (Lindholm – Andersson) | 2–1–1   | 5                     | Markström      | Scotiabank Saddledome | [ fdm 4 ]  |
| 5  | 26 janvier  | Maple Leafs | Calgary   | 4–3      | Gaudreau (Monahan – Hanifin) Lucic (Valimaki – Backlund) Gaudreau (Monahan – Giordano)                                                                                  | 2–2–1   | 5                     | Markström      | Scotiabank Saddledome | [ fdm 5 ]  |
| 6  | 28 janvier  | Canadiens   | Montréal  | 2–4      | Lucic (Bennet – Ryan) Andersson (Gaudreau – Lindholm) | 2–3–1   | 5                     | Rittich        | Centre Bell           | [ fdm 6 ]  |
| 7  | 30 janvier  | Canadiens   | Montréal  | 2–0      | Gaudreau (Lindholm – Tkachuk) Backlund (Lindholm) | 3–3–1   | 7                     | Markström      | Centre Bell           | [ fdm 7 ]  |
| 8  | 1er février | Jets        | Winnipeg  | 4–3 (TF) | Tanev (Lindholm) · Gaudreau (Valimaki – Lindholm) · Mangiapane (Hanifin – Tkachuk) · TF : Monahan - Tkachuk - Leivo - Gaudreau                                          | 4–3–1   | 9                     | Markström      | Bell MTS Place        | [ fdm 8 ]  |
| 9  | 2 février   | Jets        | Winnipeg  | 2–3      | Tkachuk (Dubé – Lindholm) Tkachuk (Gaudreau – Monahan) | 4–4–1   | 9                     | Rittich        | Bell MTS Place        | [ fdm 9 ]  |
| 10 | 4 février   | Jets        | Winnipeg  | 1–4      | Mangiapane (Valimaki) | 4–5–1   | 9                     | Markström      | Bell MTS Place        | [ fdm 10 ] |
| 11 | 6 février   | Oilers      | Calgary   | 4–6      | Lindhom (Dubé – Tkachuk) Lucic (Mangiapane – Backlund) Backlund (Mangiapane – Lucic) Dubé (Giordano – Backlund) Gaudreau (Monahan – Giordano) Bennet (Gaudreau – Tanev) | 5–5–1   | 11                    | Markström      | Scotiabank Saddledome | [ fdm 11 ] |
| 12 | 9 février   | Jets        | Calgary   | 2–3      | Mangiapane (Backlund – Lucic) Froese (Valimaki – Leivo) Lindholm (Andersson – Tkachuk)                                                                                  | 6–5–1   | 13                    | Markström      | Scotiabank Saddledome | [ fdm 12 ] |
| 13 | 11 février  | Canucks     | Vancouver | 3–1      | Giordano (Monahn – Lindholm) Mangiapane (Giordano – Valimaki) Gaudreau (Monahan)                                                                                        | 7–5–1   | 15                    | Markström      | Rogers Arena          | [ fdm 13 ] |
| 14 | 13 février  | Canucks     | Vancouver | 1–3      | Bennet (Gaudreau – Andersson) | 7–6–1   | 15                    | Markström      | Rogers Arena          | [ fdm 14 ] |
| 15 | 15 février  | Canucks     | Vancouver | 4–3 (P)  | Lucic (Andersson – Mackey) Lindholm (Andersson) Dubé Gaudreau (Monahan – Lindholm)                                                                                      | 8–6–1   | 17                    | Markström      | Rogers Arena          | [ fdm 15 ] |
| 16 | 17 février  | Canucks     | Calgary   | 5–1      | Mangiapane (Giordano – Valimaki) | 8–7–1   | 17                    | Markström      | Scotiabank Saddledome | [ fdm 16 ] |
| 17 | 19 février  | Oilers      | Calgary   | 2–1      | Andersson (Gaudreau – Giordano) | 8–8–1   | 17                    | Rittich        | Scotiabank Saddledome | [ fdm 17 ] |
| 18 | 20 février  | Oilers      | Edmonton  | 1–7      | Mangiapane (Tkachuk – Lindholm) | 8–9–1   | 17                    | Markström      | Rogers Place          | [ fdm 18 ] |
| 19 | 22 février  | Maple Leafs | Toronto   | 3–0      | Bennet (Andersson – Monahan) Tkachuk (Giordano – Gaudreau) Monahan (Tkachuk – Andersson)                                                                                | 9–9–1   | 19                    | Rittich        | Scotiabank Arena      | [ fdm 19 ] |
| 20 | 24 février  | Maple Leafs | Toronto   | 1–2 (P)  | Mangiapane (Tkachuk – Lindholm) | 9–9–2   | 20                    | Rittich        | Scotiabank Arena      | [ fdm 20 ] |
| 21 | 25 février  | Sénateurs   | Ottawa    | 1–6      | Lucic (Dubé – Tanev) | 9–10–2  | 20                    | Rittich        | Centre Canadian Tire  | [ fdm 21 ] |
| 22 | 27 février  | Sénateurs   | Ottawa    | 6–3      | Valimaki (Gaudreau – Giordano) Backlund (Mangiapane – Tkachuk) Lindholm Monahan (Gaudreau) Mangiapane (Backlund) Tkachuk (Backlund - Andersson)                         | 10–10–2 | 22                    | Rittich        | Centre Canadian Tire  | [ fdm 22 ] |
| 23 | 1er mars    | Sénateurs   | Ottawa    | 1–5      | Lucic (Backlund) | 10–11–2 | 22                    | Rittich        | Centre Canadian Tire  | [ fdm 23 ] |
| 24 | 4 mars      | Sénateurs   | 3–7       | Calgary  | Ritchie (Ryan – Andersson) Dubé (Tkachuk – Lindholm) Monahan Leivo (Gaudreau – Monahan) Dubé (Tkachuk – Giordano) Dubé (Tkachuk) Ryan (Ritchie)                         | Rittich | Scotiabank Saddledome | 11–11–2        | 24                    | [ fdm 24 ] |
| 25 | 6 mars      | Oilers      | Edmonton  | 2–3      | Gaudreau (Lindholm – Monahan) Hanifin (Lindholm – Dubé) | 11–12–2 | 24                    | Markström      | Rogers Place          | [ fdm 25 ] |
| 26 | 7 mars      | Sénateurs   | Calgary   | 4–3 (TF) | Giordano (Tkachuk – Nesterov) · Gaudreau (Tkachuk – Mangiapane) · Hanifin (Dubé – Lindholm) · TF : Monahan - Tkachuk - Gaudreau - Mangiapane                            | 11–12–3 | 25                    | Markström      | Scotiabank Saddledome | [ fdm 26 ] |
| 27 | 11 mars     | Canadiens   | Calgary   | 1–2      | Leivo (Ryan -Bennet) Leivo (Ryan – Bennet) | 12–12–3 | 27                    | Markström      | Scotiabank Saddledome | [ fdm 27 ] |
| 28 | 13 mars     | Canadiens   | Calgary   | 1–3      | Monahan (Ritchie) Monahan (Tkachuk – Lindholm) Backlund (Mangiapane -Lucic)                                                                                             | 13–12–3 | 29                    | Markström      | Scotiabank Saddledome | [ fdm 28 ] |
| 29 | 15 mars     | Oilers      | Calgary   | 3–4      | Dubé (Lindholm) Lindholm (Kylington – Dubé) Mangiapane (Lucic – Backlund) Hanifin (Mangiapane – Backlund)                                                               | 14–12–3 | 31                    | Markström      | Scotiabank Saddledome | [ fdm 29 ] |
| 30 | 17 mars     | Oilers      | Calgary   | 7–3      | Lindholm (Tkachuk – Dubé) Backlund (Mangiapane) Gaudreau (Tkachuk – Hanifin)                                                                                            | 14–13–3 | 31                    | Markström      | Scotiabank Saddledome | [ fdm 30 ] |
| 31 | 19 mars     | Maple Leafs | Toronto   | 4–3      | Tkachuk (Nesterov – Lindholm) Ryan (Andersson – Lucic) Tanev (Hanifin) Giordano (Andersson – Backlund)                                                                  | 15–13–3 | 33                    | Markström      | Scotiabank Arena      | [ fdm 31 ] |
| 32 | 20 mars     | Maple Leafs | Toronto   | 0–2      | | 15–14–3 | 33                    | Rittich        | Scotiabank Arena      | [ fdm 32 ] |
| 33 | 22 mars     | Sénateurs   | Ottawa    | 1–2      | Gaudreau (Lucic – Nesterov) | 15–15–3 | 33                    | Markström      | Centre Canadian Tire  | [ fdm 33 ] |
| 34 | 24 mars     | Sénateurs   | Ottawa    | 1–3      | Giordano (Monahan – Dubé) | 15–16–3 | 33                    | Markström      | Centre Canadian Tire  | [ fdm 34 ] |
| 35 | 26 mars     | Jets        | Calgary   | 3–2      | Lucic (Backlund – Hanifin) Tkachuk (Lindholm – Hanifin) | 15–17–3 | 33                    | Markström      | Scotiabank Saddledome | [ fdm 35 ] |
| 36 | 27 mars     | Jets        | Calgary   | 2–4      | Leivo (Monahan) Giordano (Gaudreau – Lindholm) Mangiapane (Hanifin – Tanev) Bennet (Nordström – Backlund)                                                               | 16–17–3 | 35                    | Rittich        | Scotiabank Saddledome | [ fdm 36 ] |
| 37 | 29 mars     | Jets        | Calgary   | 5–1      | Lindholm (Tkachuk – Gaudreau) | 16–18–3 | 35                    | Markström      | Scotiabank Saddledome | [ fdm 37 ] |
| 38 | 2 avril     | Oilers      | Edmonton  | 2–3      | Stone (Mangiapane – Lucic) Tkachuk (Monahan – Bennet) | 16–19–3 | 35                    | Markström      | Rogers Place          | [ fdm 38 ] |
| 39 | 4 avril     | Maple Leafs | Calgary   | 4–2      | Nordström (Giordano – Bennet) Mangiapane (Backlund – Lucic) | 16–20–3 | 35                    | Rittich        | Scotiabank Saddledome | [ fdm 39 ] |
| 40 | 5 avril     | Maple Leafs | Calgary   | 5–3      | Mangiapane (Hanifin – Lindholm) Backlund (Bennet) Backlund (Lindholm)                                                                                                   | 16–21–3 | 35                    | Markström      | Scotiabank Saddledome | [ fdm 40 ] |
| 41 | 10 avril    | Oilers      | Calgary   | 0–5      | Monahan (Mangiapane) Gaudreau (Hanifin – Backlund) Lindholm (Gaudreau – Giordano) Giordano (Backlund – Bennet) Ritchie (Bennet – Valimaki)                              | 17–21–3 | 37                    | Markström      | Scotiabank Saddledome | [ fdm 41 ] |
| 42 | 13 avril    | Maple Leafs | Toronto   | 3–2 (P)  | Valimaki (Lucic – Backlund) Lindholm (Tkachuk – Gaudreau) Gaudreau (Lindholm – Giordano)                                                                                | 18–21–3 | 39                    | Markström      | Scotiabank Arena      | [ fdm 42 ] |
| 43 | 14 avril    | Canadiens   | Montréal  | 4–1      | Hanifin (Backlund) Giordano (Tanev – Lindholm) Leivo Monahan (Tanev – Giordano)                                                                                         | 19–21–3 | 41                    | Markström      | Centre Bell           | [ fdm 43 ] |
| 44 | 16 avril    | Canadiens   | Montréal  | 1–2      | | 19–22–3 | 41                    | Markström      | Centre Bell           | [ fdm 44 ] |
| 45 | 19 avril    | Sénateurs   | Calgary   | 4–2      | Lindholm (Gaudreau – Tkachuk) | 19–23–3 | 41                    | Markström      | Scotiabank Saddledome | [ fdm 45 ] |
| 46 | 23 avril    | Canadiens   | Calgary   | 2–4      | Lindholm (Gaudreau – Giordano) Lucic (Stone – Backlund) | 20–23–3 | 43                    | Markström      | Scotiabank Saddledome | [ fdm 46 ] |
| 47 | 24 avril    | Canadiens   | Calgary   | 2–5      | Gaudreau (Tkachuk – Tanev) Lucic (Ryan) Gaudreau (Mangiapane) Ritchie (Ryan – Nordström) Andersson                                                                      | 21–23–3 | 45                    | Markström      | Scotiabank Saddledome | [ fdm 47 ] |
| 48 | 26 avril    | Canadiens   | Calgary   | 2–1      | Lindholm (Gaudreau – Mangiapane) | 21–24–3 | 45                    | Markström      | Scotiabank Saddledome | [ fdm 48 ] |
| 49 | 29 avril    | Oilers      | Edmonton  | 3–1      | Lindholm (Tkachuk – Gaudreau) Lindholm (Andersson – Tkachuk) Dubé (Lucic – Andersson)                                                                                   | 22–24–3 | 47                    | Markström      | Rogers Place          | [ fdm 49 ] |
| 50 | 1er mai     | Oilers      | Edmonton  | 1–4      | Gaudreau (Tkachuk – Tanev) | 22–25–3 | 47                    | Markström      | Rogers Place          | [ fdm 50 ] |
| 51 | 5 mai       | Jets        | Calgary   | 4–0      | | 22–26–3 | 47                    | Markström      | Scotiabank Saddledome | [ fdm 51 ] |
| 52 | 9 mai       | Sénateurs   | Calgary   | 1–6      | Gaudreau (Giordano – Tkachuk) | 23–26–3 | 49                    | Markström      | Scotiabank Saddledome | [ fdm 52 ] |
| 53 | 13 mai      | Canucks     | Calgary   | 1–4      | Andersson (Gaudreau – Lindholm) Mangiapane (Nesterov – Nordström) Lindholm (Tkachuk – Tanev) Tkachuk (Gaudreau – Backlund)                                              | 24–26–3 | 51                    | Markström      | Scotiabank Saddledome | [ fdm 53 ] |
| 54 | 16 mai      | Canucks     | Vancouver | 6–5 (P)  | Leivo Lucic (Leivo – Stone) Tkachuk (Lindholm – Gaudreau) Mangiapane (Dubé – Backlund) Mangiapane (Mackey – Backlund) Lindholm (Valimaki – Gaudreau)                    | 25–26–3 | 53                    | Markström      | Rogers Arena          | [ fdm 54 ] |
| 55 | 18 mai      | Canucks     | Vancouver | 2–4      | Mangiapane (Lucic – Ruzicka) Tkachuk (Gaudreau – Giordano) | 25–27–3 | 53                    | Domingue       | Rogers Arena          | [ fdm 55 ] |
| 56 | 19 mai      | Canucks     | Calgary   | 2–6      | Tkachuk (Gaudreau – Valimaki) Dubé (Ryan – Ritchie) Mangiapane (Backlund – Nordström) Ritchie (Ryan – Dubé) Tkachuk (Gaudreau – Tanev) Mackey (Ritchie – Ryan)          | 26–27–3 | 55                    | Markström      | Scotiabank Saddledome | [ fdm 56 ] |

### Classement de l'équipe
L'équipe des Flames finit à la cinquième place de la division Nord Scotia et ne se qualifient pas pour les Séries éliminatoires, Les Maples Leafs sont sacrés champions de la division. Au niveau de la Ligue nationale de hockey, cela les place à la vingt-quatrième place, les premiers étant l'Avalanche du Colorado avec huitante-deux points.
| Clt   | Équipe                | PJ | V  | D  | DP | BP  | BC  | Pts |
| ----- | --------------------- | -- | -- | -- | -- | --- | --- | --- |
| +001, | Maple Leafs           | 56 | 35 | 13 | 7  | 185 | 144 | 77  |
| +002, | Oilers d'Edmonton     | 56 | 35 | 19 | 2  | 183 | 154 | 72  |
| +003, | Jets de Winnipeg      | 56 | 30 | 23 | 3  | 170 | 154 | 63  |
| +004, | Canadiens de Montréal | 56 | 24 | 21 | 11 | 159 | 168 | 59  |
| +005, | Flames de Calgary     | 56 | 26 | 27 | 3  | 156 | 161 | 55  |
| +006, | Sénateurs d'Ottawa    | 56 | 23 | 28 | 5  | 157 | 190 | 51  |
| +007, | Canucks de Vancouver  | 56 | 23 | 29 | 4  | 151 | 188 | 50  |

- En gras : vainqueur de division
- En italique : équipe qualifiée pour les séries

Avec cent-cinquante-six buts inscrits, les Flames possèdent la vingt-deuxième attaque de la ligue, les meilleures étant l'Avalanche du Colorado avec cent-nonante-sept buts comptabilisés et les moins performants étant les Ducks d'Anaheim avec cent-vingt-six buts. Au niveau défensif, les Flames accordent cent-soixante et un buts, soit la seizième place pour la ligue, les Golden Knights de Vegas est l'équipe qui a concédé le moins de buts (cent-vingt-quatre) alors qu'au contraire, les Flyers de Philadelphie en accordent deux-cent-un buts.

### Meneurs de la saison
Johny Gaudreau et Elias Lindholm sont les joueurs des Flames qui a inscrit le plus de buts (dix-neuf), les classant à la 43e position et 46e position au niveau de la ligue. Ce classement est remporté par Auston Matthews des Maple Leafs de Toronto avec quarante et une réalisations.  
Le joueur comptabilisant le plus d'aides chez les Flames est Johny Gaudreau avec trente aides, ce qui le classe au 38e rang au niveau de la ligue. le meilleur étant Connor McDavid des Oilers d'Edmonton avec septante et une passes comptabilisées.
Johny Gaudreau, obtenant un total de quarante-neuf points est le joueur des Flames le mieux placé au classement par point, terminant à la 30e place au niveau de la ligue. Connor McDavid en comptabilise cent-quatre pour remporter ce classement. 
Au niveau des défenseurs, Mark Giordano est le défenseur le plus prolifique de la saison avec un total de vingt-six points, terminant à la 34e place au niveau de la ligue. Tyson Barrie des Oilers d'Edmonton est le défenseur comptabilisant le plus de points avec un total de quarante-huit.  
Concernant les Gardien, Jacob Markström accorde cent-onze buts en deux-mille-quatre-cent-huitante-huit minutes, pour un pourcentage d’arrêt de nonante, quatre et David Rittich accorde, quant à lui, trente-six buts en sept-cent-quarante-six minutes, pour un pourcentage d’arrêt de nonante, quatre.Jack Campbell est le gardien ayant accordé le moins de buts (quarante-trois) et Connor Hellebuyck le plus (cent-douze), Hellebuyck est également le gardien disputant le plus de minutes de jeu (deux-mille-six-cent-deux), Alexander Nedeljkovic est le gardien présentant le meilleur taux d’arrêts avec (nonante-trois, deux) et Carter Hart le pire (huitante-sept, sept).
À propos des recrues, Juuso Valimaki comptabilise onze points, finissant à la 31e place au niveau de la ligue. Kirill Kaprizov du Wild du Minnesota est la recrue la plus prolifique avec un total de cinquante et un point.
Enfin, au niveau des pénalités, les Flames ont totalisé quatre-cent-quarante-neuf minutes de pénalité dont cinquante-cinq minutes pour Matthew Tkachuk. Le joueur le plus pénalisé de la ligue est Tom Wilson des Capitals de Washington avec nonante-six minutes et l'équipe la plus pénalisée est le Lightning de Tampa Bay.